# 2964 Jaschek
2964 Jaschek (1974 OA1) là một tiểu hành tinh vành đai chính được phát hiện ngày 16 tháng 7 năm 1974 bởi Felix Aguilar Observatory ở El Leoncito.